# 房豹
房豹，字仲幹，东清河郡绎幕县（今山东省淄博市博山区）人，南北朝时期北齐官员。
房豹是房法寿之孙，房翼的儿子，他的兄长房熊是房玄龄的祖父。房豹成年后，他容貌魁梧，言谈富有节奏感。最初担任开府参军，兼任行台郎中，追随慕容绍宗。慕容绍宗自己虽常说会有水灾厄运，却仍在战船上洗澡、潜水。房豹劝诫他说：“生命由天注定，无法凭人力延长。乘船入水却想防灾，是不可能的。为何不在岸上指挥以确保安全呢？” 慕容绍宗笑着回应：“世俗之事难以避免，也是没办法的事。” 不久后，慕容绍宗果然遭遇溺亡之灾，世人因此认为房豹可以洞察先机。河清年间，房豹被任命为谒者仆射。后来调任西河郡太守。西河郡与北周接壤，当地百姓多与稽胡杂居，房豹凭借清廉稳健的治理取得了成效。之后转任博陵郡太守，同样以才干闻名。再调任乐陵郡太守时，乐陵郡临近海边，水质多盐卤，房豹下令开凿水井，竟引出了甘甜的泉水。据说在他离任后，井里的水又变回了咸涩的味道。北齐灭亡后，房豹返回故乡，开辟菜园自给自足。虽多次被征召为官，他都以患病为由推辞，最终在家中去世。房豹没有子嗣，由兄长房熊的儿子房彦诩继承香火。